# Niels Petersen (Politiker)
Kristian Mathias Nikolaj Niels Petersen (* 16. August 1898 in Aalatsivik; † nach 1945) war ein grönländischer Landesrat.

## Leben
Niels Petersen war der Sohn des Jägers Jørgen David Petersen (1863–?) und dessen Frau Mathilde Sophie Maren Louise Frederiksen (1868–?). Am 1. Oktober 1920 heiratete er in Iginniarfik Abelone Johanne Amalie Inûsugtoĸ (1899–1931), Tochter des Lesers Jerimias Sebastian Thomas Inûsugtoĸ und dessen Frau Bolette Ana Malene Ugpernángitsoĸ. Nach dem Tod seiner ersten Frau heiratete er in zweiter Ehe am 20. September 1931 in Niaqornaarsuk Karen Rakel Julie Kristine Jeremiassen (1911–?), Tochter des Jägers Tobias Lars David Jeremiassen und dessen Frau Mariane Sidse Pauline Davidsen. Niels Petersen war Jäger in Aalatsivik. Er saß von 1939 bis 1945 für eine Legislaturperiode im nordgrönländischen Landesrat.